# Rose Friedman
Rose Director Friedman (Staryi Chortoryisk, 25 december 1910 -  18 augustus 2009) was een Amerikaans econoom. Ze schreef als co-auteur met haar echtgenoot Milton Friedman boeken over economie en economische politiek. 
Friedman werd geboren in Oekraïne in een joods gezin, dat emigreerde naar de Verenigde Staten om het antisemitisme te ontvluchten. Ze studeerde aan het Reed College en aan de Universiteit van Chicago. Vervolgens begon zij te werken aan een doctoraat in de economie aan deze universiteit, zonder dit af te werken. In haar jeugd schreef zij met Dorothy Brady artikelen ter verdediging van de  Keynesiaanse visie op de consumptie. In 1938 huwde zij met Milton Friedman. Samen met haar echtgenoot schreef zij twee boeken over economie en economische politiek, Free to Choose en Tyranny of the Status Quo. Friedman werkte ook mee aan de televisiereeks Free to Choose. Verder publiceerde zij samen met haar echtgenoot hun memoires Milton and Rose D. Friedman, Two Lucky People in 1998. Samen stichtten zij de Milton and Rose D. Friedman Foundation om het gebruik van "schoolcheques" te promoten.

## Publicaties
- Rose Friedman: Poverty. Definition and perspective. American Enterprise Institute for Public Policy Research, Washington 1965.
- Rose Friedman:  Milton Friedman: waga tomo waga otto. Tōyō Keizai Shinpōsha, Tokyo 1981 (vertaling van twaalfdelige artikelserie Milton Friedman – Husband and Colleague, verschenen in The Oriental Economist, mei 1976 tot augustus 1977).
- Milton & Rose Friedman: Free to choose. A personal statement. Harcourt Brace Jovanovich, New York 1980, ISBN 0-15-133481-1.
- Milton & Rose Friedman: Capitalism and freedom. University of Chicago Press, Chicago 1982, ISBN 0-226-26401-7.
- Milton & Rose Friedman: Tyranny of the status quo. Harcourt Brace Jovanovich, San Diego 1984, ISBN 0-15-192379-5.
- Milton & Rose Friedman: Two lucky people. Memoirs. The University of Chicago Press, Chicago 1998, ISBN 0-226-26414-9.